# Ракетний удар по Десні
Ракетний удар по селищу Десна стався близько 5:00 17 травня 2022 року. Повітряні сили Росії випустили 4 ракети по селищу, 2 з яких влучили по будівлях. Жертвами обстрілу стали 87 людей, проте невідомо йдеться про цивільних чи військових, оскільки поблизу селища розташований 169-й навчальний центр «Десна» Збройних сил України.
Згодом стало відомо, що основний удар прийшовся на казарми навчального центру. Оскільки під удар потрапили скупчення людей, тіла багатьох знайти не вдалось. За даними видання Українська Правда офіційно внаслідок обстрілу «Десни» було 63 загиблих, 39 — поранених, 68 — зниклих безвісти, частину яких з часом також було визнано загиблими.

## Втрати
- Андрій Щербаков, 50 років, м. Кривий Ріг[4]
- Антон Андрійович Щербаков, 27 років, м. Кривий Ріг[4]
- Шудрик Дмитро Володимирович. 29 років[5]
- Ігор Парасочка[6]
- Радисюк Олександр Олександрович («Радік»). 25 років, селище Кожанка. Старший солдат 66 ОМБр[7]
- Бережний Олег Володимирович. 8 червня 1986, м. Енергодар[8]
- Бабанський Юрій Олексійович, сержант, командир такелажного відділення гаубичного самохідно-артилерійського дивізіону. Загинув внаслідок ракетного обстрілу навчального центру «Десна» на Чернігівщині.[9]
- Пасічник Олександр Сергійович, старший навідник гаубичного самохідного артилерійського дивізіону. Загинув внаслідок ракетного обстрілу навчального центру «Десна» на Чернігівщині.[10]
- Мельник Сергій Миколайович. 27 квітня 1964, с. Хмелів, старший лейтенант. Загинув внаслідок ракетного обстрілу навчального центру «Десна» на Чернігівщині.[11]
- Петриляк Василь. м. Дрогобич. 1 квітня 2022 року був мобілізований до лав ЗСУ [12]